# STEF
STEF è una multinazionale francese, attiva in diversi altri paesi europei, specializzata nella logistica e nel trasporto di prodotti termosensibili a basse temperature. Il gruppo è attivo in sette paesi europei: Belgio, Spagna, Francia, Italia, Paesi Bassi, Portogallo e Svizzera. Conta circa 19 000 dipendenti, 216 piattaforme o magazzini e circa 4 000 veicoli.
La società è quotata alla Borsa di Parigi.

## Il gruppo STEF
- STEF Seafood[1] è la società del gruppo che si occupa di logistica e trasporto dei prodotti del mare.
- STEF Logistics[2] è la società del gruppo che si occupa di stoccaggio e logistica di prodotti alimentari a temperatura controllata.
- STEF Transport[3] è la società specialista del trasporto di prodotti a temperatura controllata.
- STEF Iberia[4], società del gruppo che opera nella penisola Iberica.
- STEF Italia S.p.a[5] (in precedenza CAVALIERI TRASPORTI S.P.A. e Dispensa Logistics) è la società del gruppo che opera in Italia.
- STEF IT[6] è la società del gruppo che si occupa dei sistemi informativi dedicati al trasporto e logistica dei prodotti a temperatura controllata.